# Beatrice Eli
Beatrice Elin Elisabeth Blennberger, detta Beatrice Eli (Stoccolma, 9 gennaio 1987), è una cantante svedese.

## Biografia
Beatrice Eli ha ottenuto il suo primo ingresso nella Sverigetopplistan con l'album in studio Die Another Day (2014), fermatosi in 25ª posizione; il disco contiene la traccia omonima, il cui video ha finito per ottenere una nomination ai Grammis. Ha in seguito fatto uscire l'EP The Careful (2017), susseguito dall'album dal vivo Showgirl (Live at Dramaten) (2019).

## Discografia

### Album in studio
- 2014 – Die Another Day

### Album dal vivo
- 2019 – Showgirl (Live at Dramaten)

### EP
- 2012 – It's Over
- 2017 – The Careful

### Singoli
- 2014 – Girls
- 2014 – Moment of Clarity
- 2017 – That's Not Us
- 2024 – Watchdog